# Discipline (álbum de King Crimson)
Discipline es el octavo álbum de estudio de la banda británica de rock progresivo King Crimson, el cual fue lanzado en 1981.
"Discipline", el primer disco de estudio de la banda en 7 años, representa un cambio importante para la misma: la formación es completamente diferente a la que apareció en Red y en los LP anteriores a ese. Además de Robert Fripp y Bill Bruford, se sumaron a la agrupación el cantante y guitarrista Adrian Belew y el bajista Tony Levin (quien además canta y toca el Chapman stick). Esto hizo que el sonido de la banda cambiara radicalmente: en lugar del sinfonismo de las primeras alineaciones, esta reencarnación de King Crimson tenía un estilo más cercano al de las bandas de la escena de ese momento, por lo que este álbum (y los dos siguientes) tienen un sonido más cercano a la new wave, con elementos de pop más prominentes (cortesía de Belew), mezclas irregulares de ritmos y con una percusión más compleja, con elementos étnicos, que posiblemente hayan sido adoptados gracias a grupos como Talking Heads, banda con la cual Belew colaboró y tocó en vivo (además de trabajar con otros artistas como David Bowie y Frank Zappa, mientras que Levin trabajó con John Lennon y Peter Gabriel, entre otros), Penguin Café Orchestra, o el minimalismo de Phillip Glass, entre otros. 
La adición de otro guitarrista hizo que el trabajo conjunto de ambos se volviera un factor importante, como por ejemplo en la pista titular (al igual que en futuros álbumes de la banda como "The ConstruKction of Light". Originalmente esta formación se iba a llamar Discipline, pero Fripp sintió que la banda era King Crimson.

## Detalles
- "Matte Kudasai" significa "por favor, espera" en japonés
- La versión original de "Discipline" solo tenía una versión de "Matte Kudasai", con una parte de guitarra de Robert Fripp que fue eliminada de la pista en algunas de las versiones del álbum. La última versión contiene ambas versiones.
- La letra de la cuarta pista, "Indiscipline", se basa en una carta que Adrian Belew recibió de su esposa de aquel momento, Margaret; la carta se refería a una escultura que ella había hecho.
- El nombre "Thela Hun Ginjeet" es un anagrama de "heat in the jungle" ("calor en la jungla"). Esta canción, en sus primeras versiones en vivo, tenía letras basadas en una grabación ilícita que hizo Fripp cuando vivía en Nueva York de una discusión de sus vecinos de ese entonces (esta grabación aparece en el tema "NY3" de "Exposure", álbum solista de Fripp).

En la época en que "Thela Hun Ginjeet" estaba siendo grabada, Belew estaba caminando por Notting Hill Gate (en Londres), con un grabador de casete, en búsqueda de inspiración, cuando fue acosado, primero por una pandilla, y luego por la policía. Al regresar al estudio, le contó a los demás integrantes de la banda lo que le había sucedido. Esta narración fue también grabada, y aparece en la versión de estudio de la canción.
- "The Sheltering Sky" se llama así (y es parcialmente inspirada) por la novela del mismo nombre ("El Cielo Protector") de Paul Bowles (de 1949). Bowles es frecuentemente asociado con la generación beat, que sería inspiración del siguiente álbum de la banda ("Beat"), el cual tiene otro tema instrumental llamado "Sartori in Tangier" inspirado en parte por Bowles (otros temas del mismo disco contienen referencias a la generación beat).

## Lista de canciones
- Todos los temas escritos por Adrian Belew/Bill Bruford/Robert Fripp/Tony Levin.

Lado A
1. "Elephant Talk" (4:43)
2. "Frame by Frame" (5:09)
3. "Matte Kudasai" (3:47)
4. "Indiscipline" (4:33)

Lado B
1. "Thela Hun Ginjeet" (6:26)
2. "The Sheltering Sky" (8:22)
3. "Discipline" (5:13)

- "Matte Kudasai" (Versión alternativa) (3:50) [Bonus track]

## Personal
- Robert Fripp - guitarra
- Adrian Belew - guitarra y voz
- Tony Levin - bajo, Chapman stick y voz
- Bill Bruford - batería y percusión

- Datos: Q920501